# Purschwitz
Purschwitz, sorbisch Poršicyⓘ, ist ein Dorf mit rund 250 Einwohnern im ostsächsischen Landkreis Bautzen, das seit 1994 zur Gemeinde Kubschütz gehört. Es zählt zur Oberlausitz und gehört zum offiziellen Siedlungsgebiet der Sorben.

## Geografie

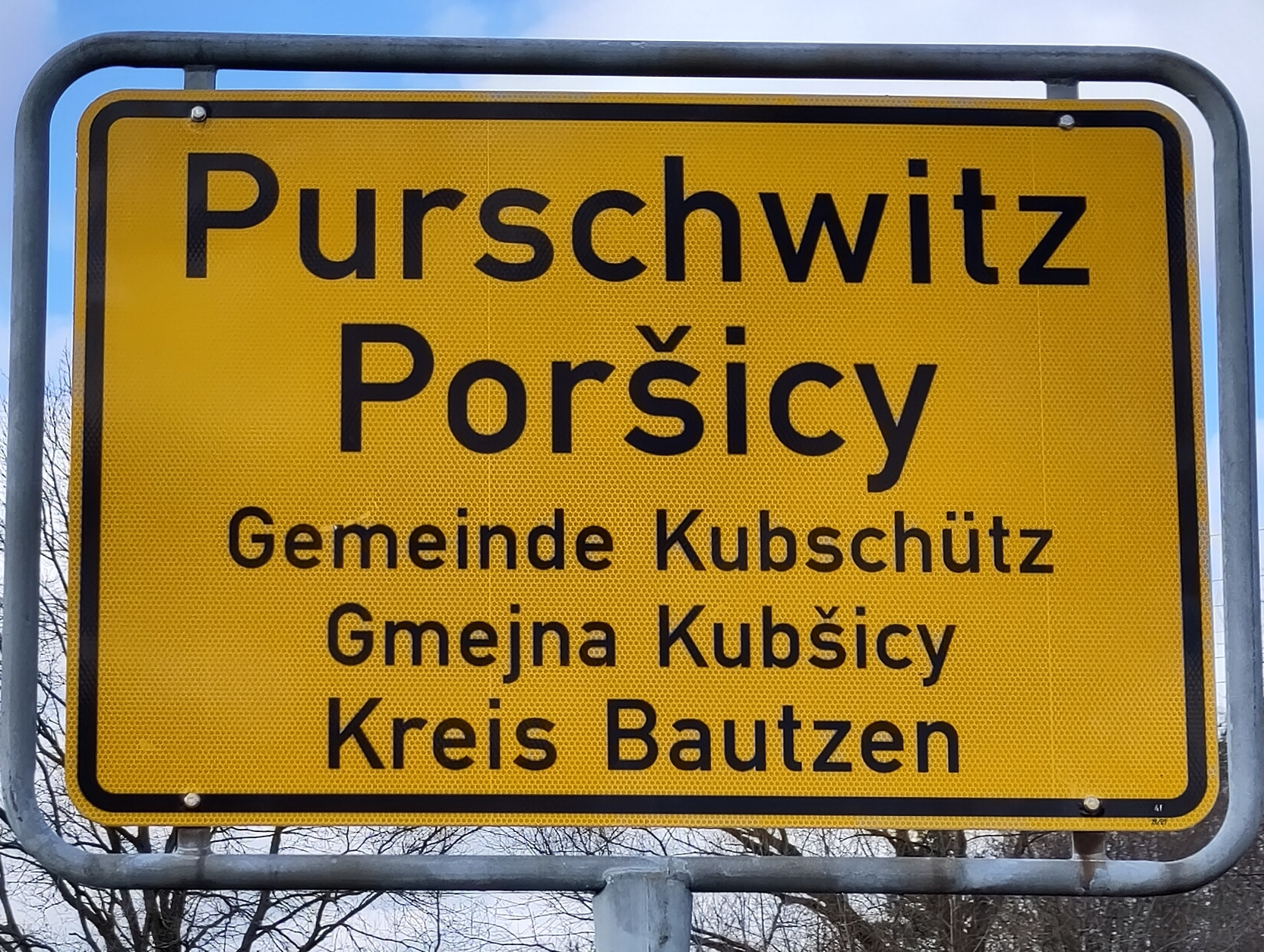
Ortsschild von Purschwitz/Poršicy

Purschwitz ist der nördlichste Ortsteil der Gemeinde Kubschütz und befindet sich am Südrand der Talaue des Albrechtsbaches auf 160 Metern über dem Meeresspiegel. Die Nachbarorte sind Kleinbautzen im Norden und Litten im Südwesten. Direkt südlich des Ortes befindet sich der Flugplatz Bautzen. Purschwitz liegt etwa sieben Kilometer nordöstlich der Kreisstadt Bautzen und vier Kilometer nördlich des Gemeindezentrums Kubschütz. Die Umgebung ist hügelig; im Nordwesten erheben sich die Kreckwitzer Höhen bis auf 196 Meter Höhe.
Nach der Siedlungsanlage ist Purschwitz ein typisches Straßenangerdorf, welches sich in südwest-nordöstlicher Richtung ausbreitet. Das ehemalige Rittergut befindet sich am westlichen Ortsrand.

## Geschichte
Der Ort wurde erstmals 1222 als Porsiz erwähnt. Die heutige Namensform ist erstmals 1565 verzeichnet.
Bereits im 13. Jahrhundert ist ein Herrensitz zu Purschwitz erwähnt; das Rittergut überdauert auch die folgenden Jahrhunderte. Im 15. Jahrhundert gehörte es der schlesischen Adelsfamilie Doberschütz; ab dem 16. Jahrhundert war es im Besitz der Stadt Bautzen. Ebenfalls seit dieser Zeit ist die Purschwitzer Kirche evangelische Pfarrkirche. Die Gemeinde umfasst die Orte Baschütz, Canitz-Christina, Litten, Kubschütz, Kumschütz und Kreckwitz. Die Kirche in Kleinbautzen ist Filialkirche von Purschwitz.
Von der Schlacht bei Hochkirch wurde der Kirchort stark in Mitleidenschaft gezogen. Auch von der Schlacht bei Bautzen am 20. und 21. Mai 1813 war Purschwitz aufgrund der strategischen Bedeutung der nahe gelegenen Kreckwitzer Höhen schwer betroffen. 1849 wurde hier einer der ersten sorbisch-evangelischen Vereine gegründet. 1922 gründeten Purschwitzer Sorben eine eigene Einheit des Serbski Sokoł.
Bis 1994 war Purschwitz eine eigenständige Landgemeinde mit den Ortsteilen Neupurschwitz (traditionell), Litten (seit 1934) und Kreckwitz (seit 1979). Bei der Gemeindegebietsreform 1994 schlossen sich die Gemeinden Jenkwitz, Kubschütz und Purschwitz zur neuen Gemeinde Kubschütz zusammen.
1999 wurde eine 777-Jahr-Feier begangen.

## Bevölkerung

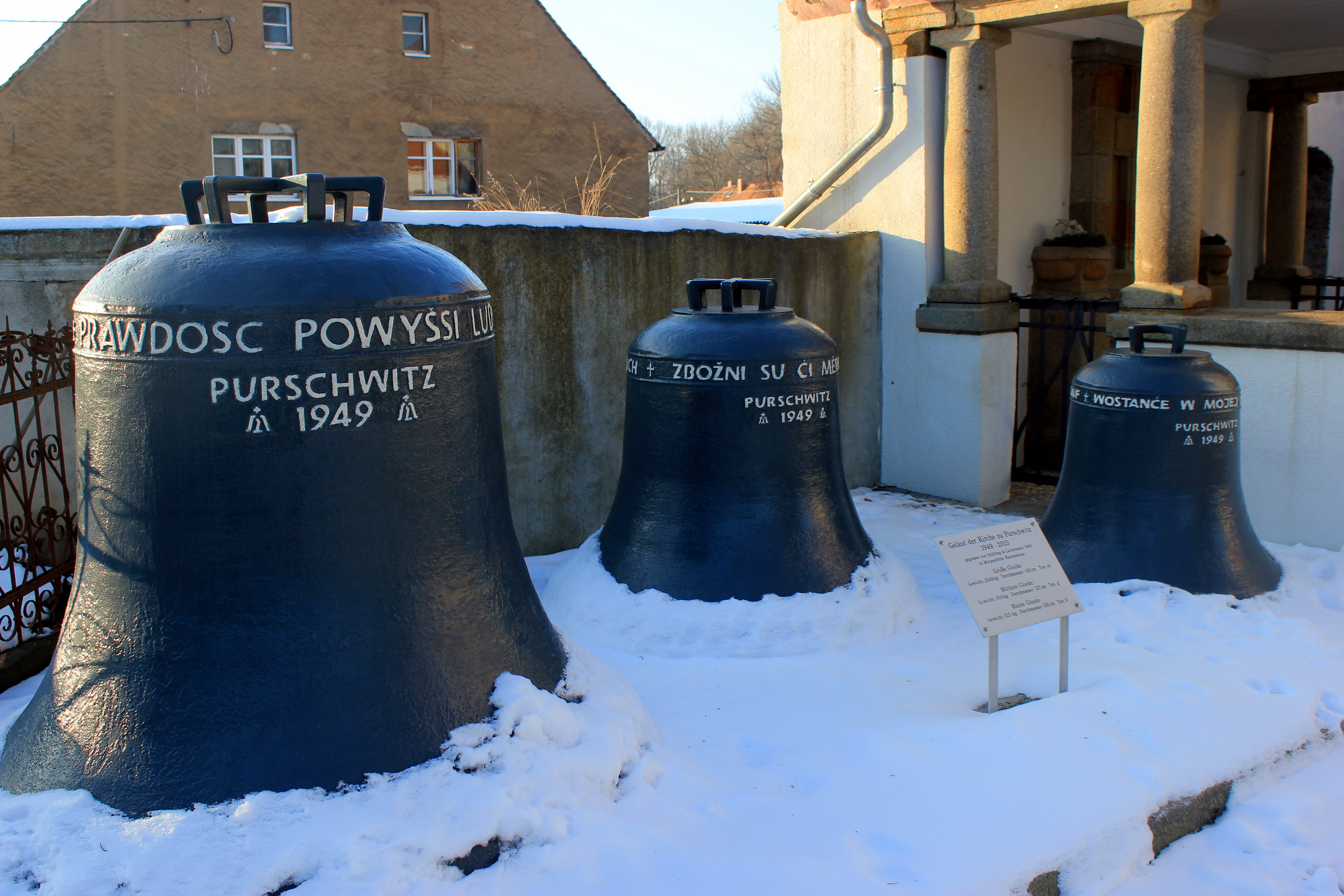
Zweisprachig sorbisch-deutsch beschriftete Kirchenglocken auf dem Purschwitzer Friedhof

Mit 414 Einwohnern war Purschwitz im Jahre 1834 eines der größten Dörfer des Kreises Bautzen. Für seine Statistik über die sorbische Bevölkerung in der Oberlausitz ermittelte Arnošt Muka in den achtziger Jahren des 19. Jahrhunderts eine Bevölkerungszahl von 498 Einwohnern; davon waren 473 Sorben (95 %) und 25 Deutsche. Wie überall im evangelischen Teil des Siedlungsgebietes ist der Anteil der sorbischen Muttersprachler seitdem stark zurückgegangen.
Im Jahr 1925 hatte der Ort 454 Einwohner, davon waren 451 evangelisch-lutherischer Konfession. Seitdem ist die Zahl auf 335 (mit Neupurschwitz) gesunken. Das entspricht einem Verlust von mehr als einem Viertel, wobei der stärkste Rückgang erst nach 1990 zu verzeichnen war.

## Wirtschaft und Infrastruktur
Die Kreisstraße von Bautzen nach Kleinbautzen durchquert den Ort. Außerdem zweigt hier die Straße in Richtung Weißenberg ab. Obwohl die Autobahn 4 (Dresden–Görlitz) nur wenige Meter an Purschwitz vorbeiführt, ist die nächste Anschlussstelle (Bautzen-Ost) etwa sechs Kilometer entfernt.
Über eine eigene Schule verfügt Purschwitz nicht mehr.

## Sehenswürdigkeiten

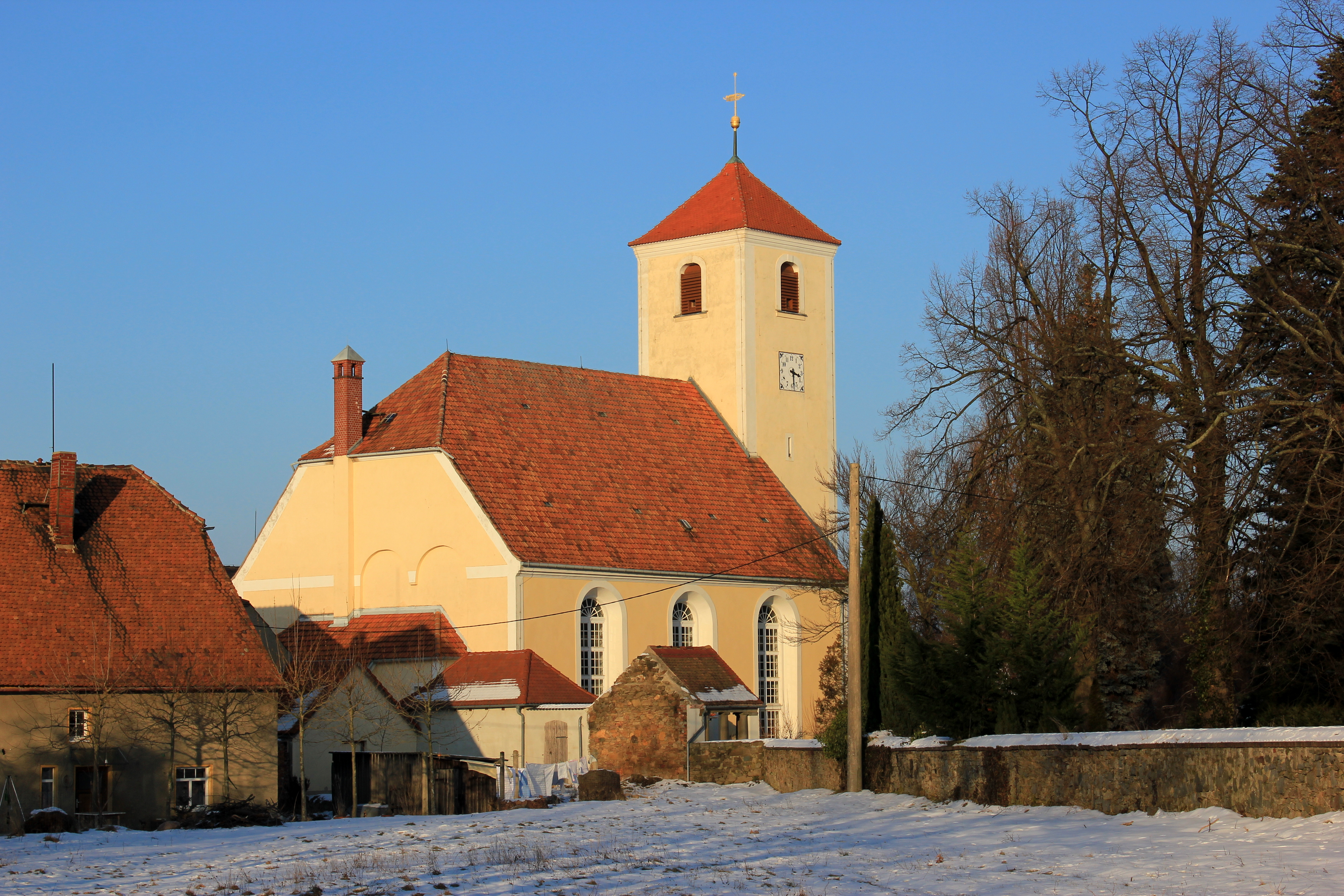
Purschwitzer Kirche

Die evangelische Kirche im westlichen Teil des Ortes wurde in ihrer heutigen Form 1722 errichtet. 1813 brannte die Kirche während der Schlacht um Bautzen nieder und wurde 1816 als klassizistische Predigtkirche wieder eingeweiht.

## Persönlichkeiten
- Gregor Martini, von 1620 bis 1631 Pfarrer in Purschwitz, gab das zweite gedruckte Buch in obersorbischer Sprache heraus – „Die sieben Bußpsalmen des königlichen Propheten Davids. Windisch und Deutsch“.
- Heinz Schuster-Šewc (1927–2021), einer der bedeutendsten Sorabisten, wurde in Purschwitz geboren.
- Ernst Theodor Stöckhardt, bedeutender Agrarwissenschaftler, von 1839 bis 1842 Administrator des Rittergutes Purschwitz und mit der Tochter Cölestine des Pfarrers Wilhelm Mitschke verheiratet.